# قائمة التحويلات

## تحويلات متكاملة
- تحول هابيل
- تحول باتمان
- تحويل فورييه
  - تحويل فورييه قصير الوقت
  - تحويل غابور
- تحويل هانكل
- تحويل هارتلي
- تحويل هيرمايت
- تحويل هيرمايت
  - عامل هلبرت شميدت المتكامل
- تحويل جاكوبي
- تحويل لاجير
- تحويل لابلاس
  - معكوس تحويل لابلاس
  - تحويل لابلاس ذو الوجهين
  - تحويل وجهي لابلاس العكسي
- تحول لابلاس - كارسون
- تحول لابلاس - ستيلتجيس
- تحويل ليجاندر
- التحويل الأساسي الخطي
- تحويل ميلين
  - تحويل ميلين المنعكس
  - دورة بواسون - ميلين - نيوتن
- تحويل إن
- تحويل الرادون
- تحول ستيلتجيس
- تحويل المويجات (متكامل)
- تحويل ويرشتراس

## التحولات المنفصلة
- التحويل ذو الحدين
- تحويل فورييه المنفصل (DFT)
  - تحويل فورييه السريع ، تطبيق شائع لـ(DFT)
- تحويل جيب التمام منفصلة
  - تعديل تحويل جيب التمام المنفصل
- تحويل هارتلي المنفصل
- تحويل الجيب المنفصل
- التحويل المويجي المنفصل
- تحويل هادامارد (أو تحويل والش هادامارد)
  - تحويل سريع للمويجات
- تحويل هانكل ، محدد مصفوفة هانكل .
- تحويل تشيبيشيف المنفصل
  - مكافئ، حتى مقياس قطري، لتحويل جيب التمام المتقطع
- تحويل ليجاندر المحدود
- تحويل متناسق كروي
- تحويل مرجح منفصل للقاعدة غير المنطقية
- التحويل النظري للأرقام
- تحويل ستيرلنغ

## تحولات الوقت المنفصل
هذه التحويلات لها مجال تردد مستمر:
- تحويل فورييه الزمني المنفصل
- تحويل زد

## التحويلات المعتمدة على البيانات
- كارهونين - لوف تحول

## تحولات أخرى
- تحويل تآلفي ( رسومات الكمبيوتر )
- تحولات باكلوند
- تحويل خطي
- تحويل مربع مولر
- مدخل - تحويل ويلر ( ضغط البيانات )
- تحويل شذرة
- تحويل مسافي
- تحويل كسري
- تحوبل هادامارد
- تحويل هاف ( معالجة الصور الرقمية )
- تحويل نثر معكوس
- تحول ليجاندر
- تحول موبيوس
- تحويل المنظور ( رسومات الحاسوب )
- تحويل التسلسل
- تحويل الخط الفاصل ( معالجة الصور الرقمية )
- تحويل موجي (متعامد)
- تحويل ستار دلتا Y-Δ ( الدوائر الكهربائية )

## روابط خارجية
- جداول التحويلات المتكاملة في : عالم المعادلات الرياضية.